# Gruppeformand
En gruppeformand er den organisatoriske leder af et partis parlamentsgruppe.
I Danmark vælger partierne normalt gruppeformanden ved hver folketingssamlings begyndelse. Gruppeformanden fungerer som ordstyrer ved gruppemøderne og fungerer både indadtil og udadtil som talsmand for partiet sammen med dets formand – dog er det i de partier, der vælger en sådan, den politiske ordfører, der tegner profilen udadtil og gruppeformanden fungerer da kun som leder internt i partiet. Når Det Radikale Venstre ikke er en del af regeringen, så er gruppeformanden samtidig partiets egentlige politiske leder.
Betegnelsen gruppeformand anvendes desuden om en lignende funktion i kommunalbestyrelser og regionsråd.